# Herzogtum Brissac

Stammwappen

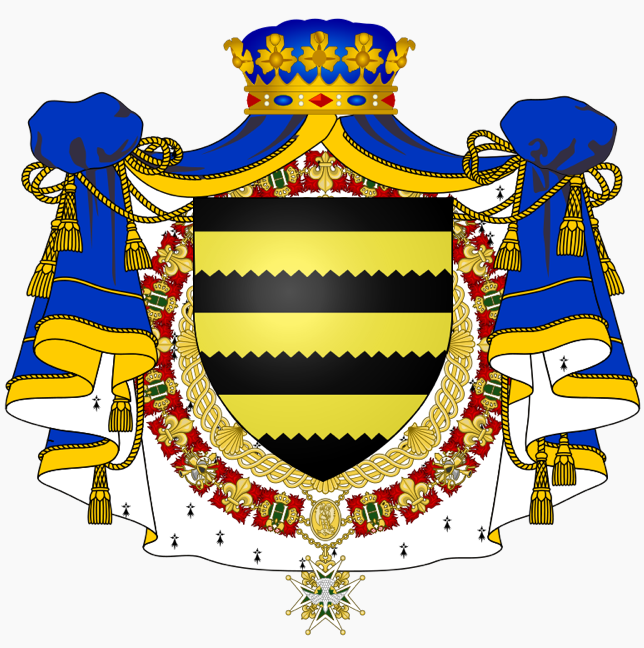
Herzogliches Wappen

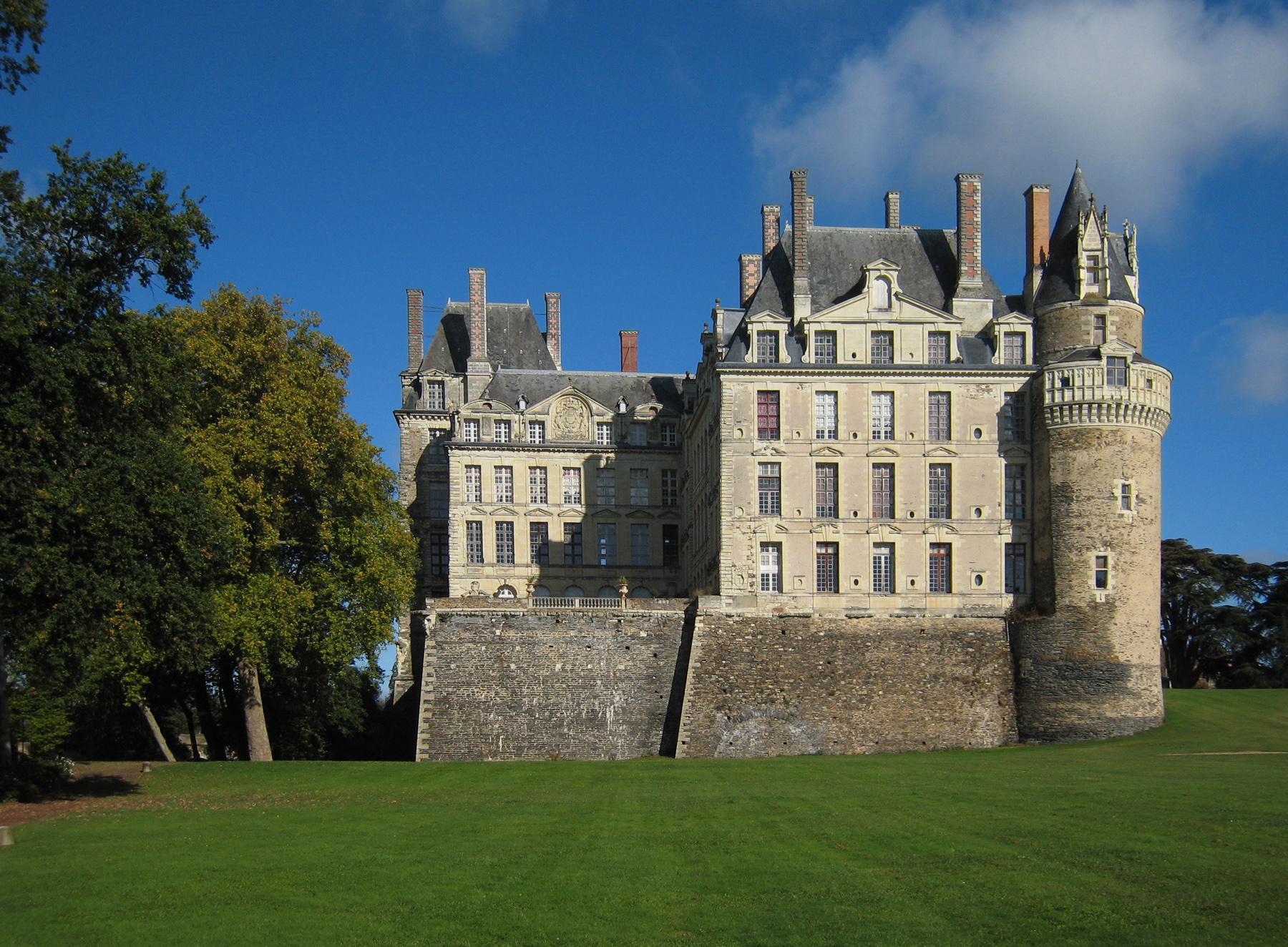
Schloss Brissac

Das Herzogtum Brissac, frz. duché de Brissac, ist ein in männlicher Linie erbliches französisches Herzogtum (duché-pairie). Es wurde 1611 für Charles II. de Cossé, Marschall von Frankreich, aus der Grafschaft Brissac errichtet.
Das Lehen Brissac im Anjou wurde Ende des 15. Jahrhunderts von der Familie Cossé erworben, die aus derselben Provinz stammte. René de Cossé, seigneur de Brissac († 1540) heiratete in die einflussreiche Familie Gouffier und wurde grand panetier (Brotmeister) Ludwigs XII. Dieses Amt wurde in der Familie erblich.
Zwei seiner Söhne wurden Marschall von Frankreich. Für den ältesten, Charles I., Großmeister der Artillerie von Frankreich, Gouverneur des Piemont und der Picardie, wurden die Baronien und Herrschaften Brissac, Châtellenies, Luygné, Claye et Denée, Pouancé, Montejean, La Grésille, La Baste und Montaugibert zur Grafschaft Brissac erhoben. Der zweite Sohn, Artus, Grand panetier de France und Superintendent der Finanzen, zeichnete sich in den Religionskriegen aus.
Charles II., Sohn Charles’ I., kämpfte für die Liga und öffnete als Gouverneur von Paris die Tore der Stadt für Heinrich IV., der ihn dafür 1594 zum Marschall ernannte. 1611 wurde die Grafschaft Brissac zum Herzogtum und zur Pairie erhoben. Die Söhne des Herzogs führen den Titel Marquis.
Louis-Hercule-Timoléon de Cossé, neunter Herzog von Brissac, und Kommandant der garde constitutionnel Ludwigs XVI., wurde wegen seiner Ergebenheit gegenüber dem König am 9. September 1792 in Versailles getötet.
Das Schloss Brissac ist bis heute Wohnsitz der Herzöge von Brissac. François de Cossé-Brissac trat 2004 von seinem Amt als Großmeister der französischen Obedienz des Lazarusordens, welches er seit 1986 innehatte, zurück, um die Wiedervereinigung des Ordens zu ermöglichen.

## Herzöge von Brissac
1. Charles II. de Cossé, 1. Herzog von Brissac (1550–1621), Marschall von Frankreich 1564, Ordre du Saint-Esprit 1595, Grand Panetier et Grand Fauconnier de France
2. François (um 1585–1651), Grand Panetier de France, Ordre du Saint-Esprit 1633; verzichtet 1644
3. Louis (1625–1661), Grand Panetier de France
4. Henri-Albert (1645–1698), marquis de Thouarcé
5. Artus-Timoléon-Louis (um 1668–1709), Grand Panetier de France, Enkel des 2. Herzogs, verzichtet 1702
6. Charles-Timoléon-Louis (1693–1732), Herzog 1702,  Grand Panetier de France
7. Jean-Paul-Timoléon (1698–1780), Bruder des vorigen, verzichtet 1756 und 1760 zugunsten seiner Söhne; Ordre du Saint-Esprit 1744, Marschall von Frankreich 1768, Grand Panetier de France
  - Louis-Joseph-Timoléon (1733–1759), Herzog von Cossé 1756
8. Louis-Hercule-Timoléon (1734–92), Bruder des vorigen, Herzog von Cossé 1760, Herzog von Brissac 1780, Ordre du Saint-Esprit 1776, Capitaine-Colonel des Cent-Suisses de la Garde du Roi et Grand Panetier de France
  - Hyacinthe-Hugues-Timoléon (1746–1813), Cousin des vorigen, Herzog von Cossé 1784
9. Augustin-Marie-Paul-Petronille-Timoléon (1775–1848), dessen Sohn, Comte de Brissac et de l'Empire, duc-pair 1817
10. Marie-Arthur-Timoléon (1813–1883)
11. Anne Marie Timoléon François de Cossé (1868–1944), duc de Brissac
12. Pierre de Cossé-Brissac (1900–1993), duc de Brissac, Großmeister der französischen Obedienz des Lazarusordens von 1969 bis 1986
13. 1993–2021: François de Cossé-Brissac (1929–2021), duc de Brissac, Großmeister der französischen Obedienz des Lazarusordens von 1986 bis 2004
14. seit: Charles-André de Cossé-Brissac, 14. Duc de Brissac (* 1962)